# Chiesa di Santa Maria in Castello (Prato)
La ex-chiesa di Santa Maria in Castello di Prato sorge nell'omonima piazza.

## Storia e descrizione
Testimoniata sin dall'XI secolo presso il muro dell'antico castello di Prato, era la chiesa più importante del primitivo Castrum Prati. Vi si conservava una pala di Fra Bartolomeo, Assunzione della Vergine con san Giovanni Battista e santa Caterina d'Alessandria, ora al Museo nazionale di Capodimonte a Napoli.
Soppressa nel 1783, venne trasformata in un palazzo, sulla cui facciata è stata rimessa in vista la muratura in alberese della chiesa (sono riconoscibili tracce del portone d'ingresso e del soprastante occhio circolare).